# Erlanger Westfalen (1794–1809)

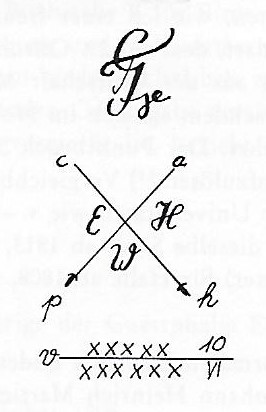
Bundeszeichen der Erlanger Westfalen

Die Erlanger Westfalen waren von 1794 bis 1809 landsmannschaftliche Studentenverbindungen (mit entsprechender Mitgliederwahl) in Erlangen, die erste 1794–1795, die zweite 1798–1809. Ab Herbst 1798 bildeten sie mit den Erlanger Märkern und den Ansbachern den Erlanger Senioren-Convent. Sie sind zwar in den Kösener Korpslisten von 1910 aufgeführt, waren aber noch kein Corps. Ihr alt-landsmannschaftliches Prinzip erzwang 1809 ihre Auflösung.

## Orden und Landsmannschaften
In den 1780er Jahren bestanden in Erlangen nur der Schwarze Orden und der Inseparabilistenorden, der sich 1786 auflöste und mit seinen Resten im Schwarzen Orden aufging. Mit ihren geistigen Auswirkungen auf die deutschen Studentenschaften brachte die Französische Revolution die Landsmannschaften ins Hintertreffen. Die Orden, die die neuen Ideen vertreten hatten, erlebten eine hohe Blüte. Der 1790 allein in Erlangen bestehende schwarze Orden reichte nicht mehr den Bedürfnissen. Deshalb wurden von Jena aus der Amicistenorden (1791) und der Constantistenorden (1792) etabliert. Die übriggebliebenen Landsmannschaften der Ansbacher, Bayreuther und Franken sanken zur Bedeutungslosigkeit herab. Ihre Senioren waren zugleich Ordensbrüder. Die Orden hatten das Heft in der Hand. Die Terrorherrschaft in Frankreich brachte unter den Deutschen, besonders unter den Studenten, einen Meinungsumschwung.
Zur geistesgeschichtlichen Bedeutung der Orden und Landsmannschaften schreibt Hans Peter Hümmer:

„Zwei Verbindungsformen gelten als Vorläufer des Corpsstudententums, die Landsmannschaften des 18. Jahrhunderts und die „geheimen“ Studentenorden. Letztere werden häufig in Beziehung zur Freimaurerei gesetzt. Trotz nachgewiesener personeller Beziehungen und zahlreicher Anleihen im Brauchtum kann man die Studentenorden nicht als Ableger der Freimaurerei klassifizieren. Es gibt grundsätzliche Unterschiede. So hielten die Studentenorden am studentischen Comment und alten Ehrbegriff fest, trugen sogar wesentlich zur Verbesserung bei. Schon deshalb sind Anklänge in „landsmannschaftlichen“ Konstitutionen und denen der späteren Corps kein Zufall. Die Ordensverbindungen erwuchsen zum Teil aus den noch sehr lose organisierten Landsmannschaften; sie wollten die landsmannschaftliche Gliederung des 18. Jahrhunderts nicht zerstören. Ihre Mitglieder wählten sie aber nach Eignung und ohne Rücksicht auf das Herkommen, anders als die Kränzchen dieser Zeit. Ähnlich wie die Freimaurer waren sie offen für die Gedanken der Aufklärung. Für die geistigen Grundlagen der französischen Revolution begeisterte man sich, bis diese durch die politische Wirklichkeit, durch Robespierre und die Armeen Napoleons überholt wurden.“

### Preußen
Am 2. Dezember 1791 hatte Karl Alexander (Brandenburg-Ansbach-Bayreuth) seine Lande an Preußen abgetreten. Erlangen wurde eine preußische Universität und plötzlich änderte sich die landsmannschaftliche Zusammensetzung der Studentenschaft. Berliner, Preußen, Märker, Westfalen, Schlesier und andere Norddeutsche traten neben die herkömmlichen Gruppen der Franken, Ansbacher und Bayreuther. Eine Gruppe von wohlhabenden Adeligen waren die Schwedisch-Pommern. Sie sammelten sich im Dezember 1793. Nach dem Wirt des Versammlungsorts nannten sie sich Toussaintianer. Die überwiegend adeligen Mitglieder stammten aus Stralsund, Rügen, Braunschweig und Magdeburg. Nach 1794 waren sie alle in dem westfälischen Kränzchen, das Ludwig von Vincke gegründet hatte.

### Kränzchen
Samuel Gottfried Borsche hatte v. Vincke dringend geraten, sich mit seinen westfälischen Landsleuten zu vereinigen und den Orden entgegenzuarbeiten. Den Anlass gab ein Streit mit der Erlanger Constantistenloge. Zu einer Vorbesprechung mit den geborenen Westfalen kam es am 17. März 1794. Vincke entwarf eine Stiftungsurkunde des (ersten) westfälischen Kränzchens. Als Vincke von einer Wien-Reise zurückgekehrt war, wurde die Gründung bei Cappell am 27. Mai 1794 vollzogen. Unter den Gründern waren mindestens drei Brüder des schwarzen Ordens. Zu den Westfalen traten auch die Schwedisch-Pommern. Die „Westfalen“ beanspruchten also ganz Norddeutschland als Rekrutierungsgebiet. Nur der Kern stammte aus der Grafschaft Mark, dem ehemaligen Bistum Minden und der Grafschaft Ravensberg.

### Zeitgeist
Das neue Kränzchen erbte nicht nur den Mitgliederbestand der Toussaintianer, sondern auch den ganzen Hass der Constantisten. Schwere Beleidigungen und Tätlichkeiten mit der Hetzpeitsche kulminierten am 15. August 1794. Unterstützt von „freiheitlichen“ Erlangern, veranstalteten die Constantisten am Abend eine Protestkundgebung. Die Stadtkapelle Scherzer spielte die gängigen Revolutionslieder wie Ah! Ça ira. Alle trugen die Coquarde der Jakobiner. Die Auseinandersetzungen schadeten allen Erlanger Korporationen. Toussaint entzog den Westfalen das Gastrecht in seinem Walfisch und die Universität verhängte Karzerstrafen und jahrelange Relegationen gegen einige Teilnehmer. Neues Kommershaus der Westfalen wurde die blaue Glocke. Im November 1795 kam es zur großen Abschwörung und zum Erliegen des Erlanger Verbindungswesens.

## Neuordnung in Gesellschaften

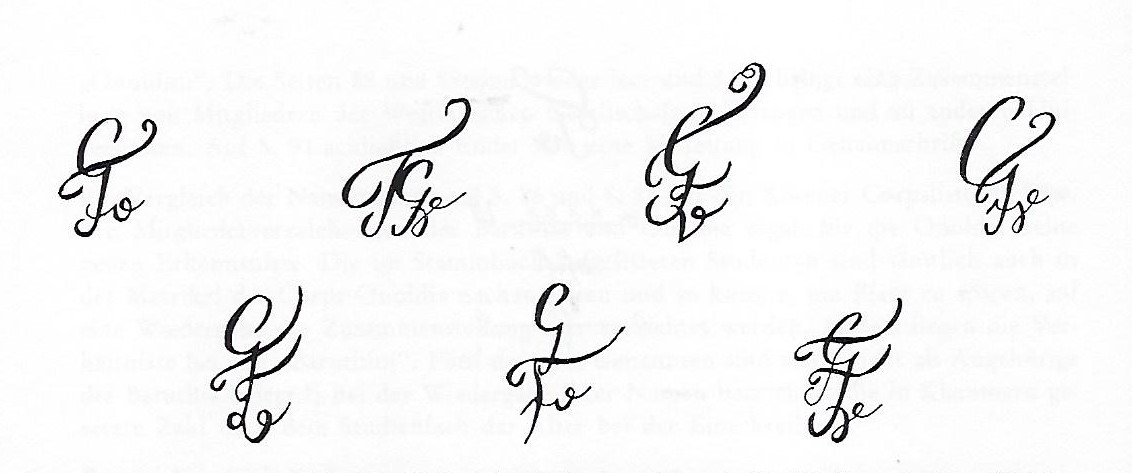
Zirkel der Erlanger Westfalen

Im Sommer 1796 wurde die Erlanger Studentenschaft in vier lose Gasthausgesellschaften neu geordnet; Konstitutionen sind nicht überliefert und bestanden höchstwahrscheinlich nicht. Eine neu entstandene Berliner oder Märkische Gesellschaft arbeitete mit einem von Gisbert von der Leithen neu gegründeten Westfalenkränzchen eng zusammen. Die beiden anderen Gesellschaften wurden von den Ordensleuten dominiert. Die eine war die fränkische Landsmannschaft mit den Amicisten als Ordenskern, die andere die überregionale Braunsche Gesellschaft mit dem schwarzen Orden.

### Ende der Orden
Im Mai 1798 entzweite sich die Braunsche Gesellschaft in Ordenskern und Nichtordensmitglieder. Die Westfalen und die Berliner unterstützten die Opponenten. Diese konstituierten sich am 1. Juli 1798 als Ansbacher Landsmannschaft. Seit Herbst 1798 findet sich nur noch die Bezeichnung „Gesellschaft der Anspacher“. Wie bereits ihre Vorgängerverbindung, die Braunianer, hielten sie sich an keine Kantonierung und nahmen von Anbeginn Studenten aus ganz Deutschland und dem europäischen Ausland auf. Der einzige Orden, der die Auseinandersetzungen von 1798 überlebt hatte, war der Amicistenorden in der fränkischen Landsmannschaft. Er löste sich im Wintersemester 1799/1800 auf und die Franken, die ebenfalls die Kantonierung ablehnten, etablierten sich als fränkische Gesellschaft, die nur bis 1802 bestand.

### Guestphalia II
Die Frage der Kantonierung führte zu feindlicher Einstellung und dem Bestreben besonders der Westfalen, verlorenes Terrain wiederzugewinnen. Um eine neue Gesellschaft etablieren zu können, war es nach dem seit 1796 gültigen SC-Comment notwendig, eine der Gesellschaften zur Auflösung zu bringen. Die Studenten aus dem Fürstentum Bayreuth rieben sich am Untergang ihrer Landsmannschaft (1794), während die Gesellschaft der Ansbacher, der alten und ewigen Konkurrenz, in anderer Form fortbestand. An diesen Hebel griffen die Westfalen. Ab 1801 häuften sich die Eintritte von gebürtigen Bayreuthern bei den Ansbachern. Im Sommer 1802 waren es so viele, dass der Bruch, der zur Auflösung führen sollte, gewagt werden konnte. Die daraus entstehenden Kämpfe gingen als „Stierkampf in Erlangen“ in die Studentengeschichte ein. Im Juli 1802 kam es zu Prügeleien zwischen Westfalen und Ansbachern. 13 gebürtige Bayreuther hielten sich fortan (bis Juli 1803) zu den Westfalen. Der damalige Senior der Westfalen war Fritz Rautert. Die bei den Auseinandersetzungen entstandenen Differenzen wurden durch den neuen SC-Comment von Michaelis 1802 bereinigt. Er besagt ausdrücklich, dass die Gesellschaften sich gegenseitig nur als Gesellschaften, nicht als Landsmannschaft oder Orden anerkennen.
1802 kam es zur Auflösung der Franken. In die Lücke stießen sofort die Bayreuther, die sich am 14. Juni 1803 konstituierten. Onoldia lehnte landsmannschaftliche Tendenzen strikt ab. Dieser Streit zog sich zwei Jahre hin, da wurde er durch die große Politik im Sinne der Ansbacher gelöst: Die Franzosenzeit brach an, Erlangen wurde französische Universität. Die Preußen blieben aus und am 22. Juni 1806 musste sich die Berliner Gesellschaft auflösen, weil nur noch zwei Polen geblieben waren. Westfalen kamen noch nach Erlangen, aber in wesentlich geringerer Zahl. Sie erkannten die Gefahr und schlossen sich der Auffassung der Ansbacher an, dass keine Kantonierungen gelten sollten. Nur die Bayreuther bestanden noch darauf. Sie konnten es sich leisten, weil ihr Rekrutierungsgebiet nicht gefährdet war; sie waren aber in der Minderheit und konnten sich im Senioren-Convent nicht mehr durchsetzen. Den Westfalen nutzte die Kehrtwendung wenig. 1807 versiegte der Zuzug. Im Wintersemester 1808/09 waren nur noch drei „Westfalen“ – Culemann, Martini und Hildebrandt – übrig geblieben. Am 6. März 1809 löste sich die Westfälische Gesellschaft auf. Culemann trat zu den Bayreuthern über. Martini zog mit den Österreichern in den Fünften Koalitionskrieg. Nur Hildebrandt, Sohn eines Erlanger Professors, blieb zurück.

## Farben

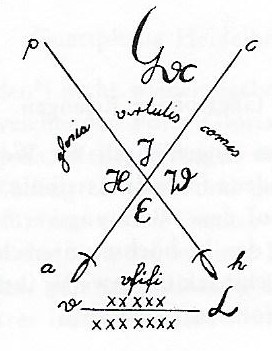
Großes Bundeszeichen der Westfälischen Gesellschaft zu Erlangen (ab 1799)

Die Farben der Erlanger Westfalen waren von 1794 bis 1799 grün-weiß. Auf Initiative des Jenenser Westfalen Schlemm kam es 1799 zu einem engen Kartell der Jenenser, Hallenser und Erlanger Westfalen. Dabei wurden die Zeichen vereinheitlicht und angeglichen, die Farben für alle drei auf grün-schwarz-weiß festgesetzt. Neben dem ebenfalls einheitlich geführten Zirkel benutzten die Westfalen auch einen Punktbruch, der auch 5/7 in offenen Zahlen geschrieben wurde. Der 7. Buchstabe im Alphabet war G = Westfalia (Guestphalia), der 5. von rückwärts war V = Vivat. Solche Punktbrüche waren keine Ordenszeichen und wurden zu Beginn des 19. Jahrhunderts von vielen Verbindungen geführt. Daneben führten die Westfalen zwischen den gekreuzten Schlägern vier Punkte. Der Wahlspruch war g[ladius] v[index] N[oster]. Im großen Bundeszeichen wurden noch die Buchstaben JHE für Jena Halle Erlangen geführt.

## Mitglieder
Bei Meyer-Camberg (1979) sind 166 Mitglieder aufgeführt. Die Angaben in den Kösener Korpslisten von 1910 sind „äußerst unzuverlässig“.
- Samuel Gottfried Borsche (1767–1821), preußischer Staatsrat
- Charles König (1774–1851), deutsch-britischer Naturforscher
- Freiherr von Wechmar (1775–1854), Oberschlosshauptmann Ludwigsburg[8]
- Johann Arnold Joachim Pommer Esche[9]
- Christian Friedrich von der Mosel (1779–1858), Bürgermeister und Landrat in Kleve
- Franz Haß (1781–1835), Regierungsbeamter
- Wilhelm Blumenhagen (1781–1839), Arzt und Schriftsteller
- Josias Neumann (1782–1855), Rechtslehrer in Dorpat
- Friedrich Wilhelm Rautert (1783–1858), Jurist und Schriftsteller
- Ludwig Bogislaus Samuel Kühne (1786–1864)[10]
- Bonawentura von Niemojowski (1787–1835), Präsident der polnischen Nationalregierung 1830/31
- Johann Christian Stuckenberg (1788–1856), Geograph
- Friedrich Wilhelm Anton Roemer (1788–1865), Richter und Politiker in Oldenburg